# Pangrapta pulverea
Pangrapta pulverea là một loài bướm đêm trong họ Erebidae.